# Michael Redgrave
Sir Michael Scudamore Redgrave (Bristol, 20 maart 1908 - Denham, 21 maart 1985) was een Engels acteur, toneelregisseur en auteur. Hij was te zien in een vijftigtal langspeelfilms.
Hij stond aan het hoofd van een hele acteursdynastie: zowel zijn kinderen Vanessa Redgrave, Corin Redgrave en Lynn Redgrave als zijn kleindochters Natasha Richardson, Joely Richardson en Jemma Redgrave zijn (of waren) werkzaam in de filmwereld.

## Leven en werk

### Opleiding en toneeldebuut
Na zijn middelbare studies in zijn geboortestad Bristol zette Redgrave zijn opleiding voort aan de universiteit van Cambridge. In de school waar hij na zijn studies als leraar werd aangesteld, regisseerde hij al gauw zijn leerlingen in stukken van Shakespeare. Na drie jaar hield hij het voor bekeken in het onderwijs. In 1934 maakte hij zijn debuut als beroepsacteur in Liverpool waar hij zijn toekomstige vrouw, actrice Rachel Kempson, ontmoette. Een jaar later traden ze in het huwelijk. In 1936 debuteerde hij in het prestigieuze Old Vic in Londen.

### Filmdebuut en de eerste filmjaren
In 1938 maakte Redgrave zijn filmdebuut: hij kreeg meteen de hoofdrol in Hitchcocks suspensefilm The Lady Vanishes. In die vroege periode deed Carol Reed enkele keren een beroep op hem. Vermeldenswaardig was vooral Reeds doorbraakfilm: het op de gelijknamige roman van A.J. Cronin gebaseerde mijnwerkersdrama The Stars Look Down (1939). Redgrave verzet er zich als universitair geschoolde idealist tegen het onrecht waarvan zijn vader-mijnwerker en diens collega's het slachtoffer zijn.
In 1941-1942 diende Redgrave in de Royal Navy.
Vlak na de Tweede Wereldoorlog speelde hij de hoofdrol in twee Tweede Wereldoorlogsfilms: The Way to the Stars (Anthony Asquith, 1945) en The Captive Heart (Basil Dearden, 1946) waarin hij de hoofdrol deelde met zijn vrouw Rachel Kempson. Die films luidden het begin in van een hele reeks oorlogsfilms waarin hij telkens hogere officieren neerzette. In de beklemmende laatste episode van de  horroranthologiefilm Dead of Night (1945) gaf hij ook nog een opgemerkte vertolking weg van een onevenwichtige buikspreker wiens pop hem geleidelijk begint te domineren;

### Kort Hollywoodintermezzo
Aan zijn kortstondige passage in Hollywood (1947-1948, twee films) hield Redgrave een Oscarnominatie over voor zijn rol in het op het gelijknamig toneelstuk van Eugene O'Neill gebaseerde drama Mourning Becomes Electra (1947). In 1948 vertolkte hij de mannelijke hoofdrol in Fritz Langs film noir Secret Beyond the Door.

### Jaren vijftig